# اسلام‌پور لوکری
اسلام‌پور لوکری (به انگلیسی: Islam Pur Lokari) یک روستا در پاکستان است که در پنجاب واقع شده‌است.